# 大事了畢
大事了畢（たいじりょうひつ）とは、仏法の究極を明らめ、修行を成就すること。
実際上は、
今日の臨済禅の用語では、師の室内所定の公案体系を一通り調べ終わることをいう。—『禅の心・歴史』
という位置付けであり、独り立ちの条件となっている